# Цикл складчастості
Цикл складчастості — періодичність розвитку геосинклінальних складчастих рухливих систем, пов'язана з глибинними процесами. Син. — тектонічний цикл.

## Загальна характеристика
Розрізняють такі основні стадії Ц.с.:
1. Суттєвого прогинання — власне геосинклінальна, демісійна або головна геосинклінальна стадія.
2. Переважного підняття — загального обертання, загальної інверсії або орогенна.
Флішова форма завершує першу стадію, а моласовою починається друга. У власне геосинклінальній стадії виділяють ранньосинклінальну підстадію (початкового занурення) і пізньосинклінальну (передорогенну). Перша характеризується розширенням областей прогинання і підводним магматизмом у евгеосинкліналях. Друга — посиленням диференціації піднять з суттєво андезитовим вулканізмом, а також обертанням окремих прогинів, яке супроводжується складкоутворенням. У постінверсійну стадію (орогенну, постгеосинклінальну) відбувається гороутворення, формування склепінчастих, брилових та склепінчасто-брилових структур із западинами моласового типу та континентальним магматизмом. Велика роль належить фазовим перетворенням, плавленню та дегазації мантійної речовини, що призводить до поперемінного стискання і розширення глибинної речовини та перерозподілу при цьому геодинамічних навантажень. На платформах континентальні умови змінюються трансгресією моря, а потім знову регресією і встановленням континентального режиму з утворенням кір вивітрювання. Середня тривалість Ц.с. у фанерозої 150—180 млн років.